# مايك دوس
مايك دوس (بالإنجليزية: Mike Doss)‏ هو لاعب كرة قدم أمريكية أمريكي، ولد في 24 مارس 1981 في كانتون في الولايات المتحدة.

## وصلات خارجية
- مايك دوس على موقع مرجع كرة القدم المحترفة.كوم (الإنجليزية)